# Marcel Nadjari
Marcel Nadjari, auch Nadjary (griechisch Εμμανουήλ/Μαρσέλ Νατζαρή/Νατζαρής, geboren am 1. Januar 1917 in Thessaloniki; gestorben am 31. Juli 1971 in New York), war ein griechischer Elektriker oder Kaufmann. Er wurde vom NS-Regime ins KZ Auschwitz-Birkenau verschleppt und gezwungen, im Sonderkommando bei den Gaskammern und in den Krematorien des Vernichtungslagers zu arbeiten. Er war einer von nur wenigen Überlebenden der Sonderkommandos.
Mutmaßlich im November 1944 verfasste er handschriftlich eine 12-seitige Beschreibung der Gräuel in griechischer Sprache, die er in einer Thermosflasche nahe dem Krematorium III vergrub. Das Dokument wurde 1980 gefunden, doch waren wesentliche Passagen nicht entzifferbar. Pavel Polian und Aleksandr Nikitjaev gelang es 2017, das Zeitzeugen-Dokument nahezu vollständig sichtbar und lesbar zu machen.

## Leben
Über Marcel Nadjari ist relativ wenig bekannt. Er wurde wegen seiner jüdischen Herkunft von der nationalsozialistischen deutschen Besatzungsmacht in Athen verhaftet und am 2. April 1944 in das Konzentrationslager Auschwitz-Birkenau deportiert. Dort erhielt er die Häftlingsnummer 182.669 und wurde dem Jüdischen Sonderkommando im Krematorium III zugeteilt. Aussage Nadjary: „Wir sind am 2.4.1944 nach elf qualvollen Monaten im Konzentrationslager in Chaidari im abgeriegelten Güterwaggon aus Athen abgefahren. Ankunft in Auschwitz am 11.4.1944, von 2.500 griechischen Juden werden 1.872 sofort in der Gaskammer ermordet.“ 100 der ankommenden Griechen wurden dem Sonderkommando zugeteilt.

### Tätigkeit im Sonderkommando
Die Tragödie, „die meine Augen gesehen haben, ist unbeschreiblich.“
Die Arbeit der Mitglieder des Sonderkommandos bestand zuerst darin, den gebrechlichen und behinderten Ankömmlingen beim Entkleiden zu helfen. „[…] die meisten kannten den Grund nicht ... den Menschen, bei denen ich gesehen habe, dass ihr Schicksal besiegelt war, habe ich die Wahrheit gesagt.“ Dies war streng verboten und hätte, wenn entdeckt, zu seiner sofortigen Ermordung geführt. „Nachdem sie alle nackt waren, gingen sie weiter in die Todeszelle.“ Dort hatten die Deutschen an der Decke Rohre angebracht, die wie Duschen aussahen, „mit Peitschen in der Hand zwangen die Deutschen sie, immer enger zusammenzurücken, damit möglichst viele hineinpassen, eine wahre Sardinendose von Menschen“. Danach wurde die Tür hermetisch verschlossen. „Die Gasbüchsen kamen immer mit dem Auto des Deutschen Roten Kreuzes mit zwei SS-Leuten.“

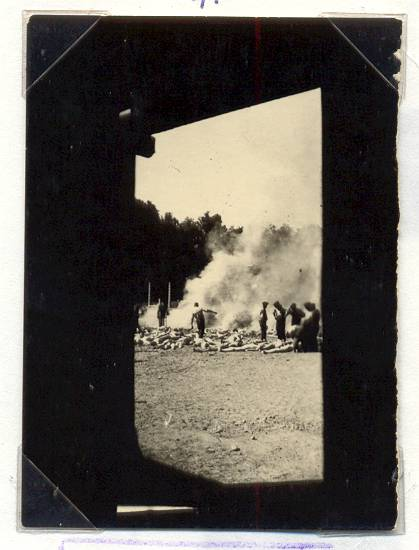
Verbrennung von Leichen durch das Sonderkommando im KZ Auschwitz-Birkenau, eine der Sonderkommando-Fotografien, aufgenommen vermutlich von Alberto Errera

Eine halbe Stunde nach der Vergasung wurden die Türen geöffnet „und unsere Arbeit begann“. Die Mitglieder des Sonderkommandos mussten die oft ineinander verkrallten Leichen der ermordeten Männer, Frauen und Kinder aus der Gaskammer herauszerren und zum Aufzug befördern, der sie in den Raum mit den Öfen beförderte, „wo sie verbrannten ohne Zuhilfenahme von Brennmaterial aufgrund des Fetts, das sie haben. Ein Mensch ergab nur ein halbes Okka Asche, die uns die Deutschen zu zerkleinern zwangen“. Es wurden aber auch Leichen außerhalb der Krematorien verbrannt. Die Asche musste durch ein grobes Sieb gepresst werden und wurde dann von einem Auto abgeholt und in den Fluss geschüttet, der in der Nähe vorbeifließt, „und so beseitigten sie alle Spuren“.
Wahrscheinlich im November 1944 verfasste er seinen zwölfseitigen Bericht, steckte ihn in eine Thermosflasche und vergrub diese in der Nähe von Krematorium III. Er war fest davon überzeugt, Auschwitz nicht überleben zu können. Den Freund namens Misko, an den sein Testimonial gerichtet war, bat er, sollte man nach ihm fragen, zu sagen: Die Familie Nadjari sei „ermordet worden von den kultivierten Deutschen“. Er solle nicht traurig sein über seinen Tod, „wohl aber, dass ich mich nicht werde rächen können“.
Der Bericht schließt mit: „Meine letzten Worte werden sein: Lang lebe Griechenland.“

### Zeit danach
In den Wirren der weitgehenden Auflösung des KZ Auschwitz vor der Einnahme durch die Rote Armee gelang es Nadjari sich unter die anderen Häftlinge einzureihen. Er überlebte einen Todesmarsch in das Konzentrationslager Mauthausen, wo er am 25. Januar 1945 eintraf. Am 16. Februar 1945 wurde er nach Gusen überstellt. Erst Anfang Mai 1945 wurden Mauthausen und die Lager von Gusen durch Einheiten der US-Armee befreit.
1947 heiratete er und 1951 übersiedelte er nach New York. Er starb 1971.
1947 verfasste er einen Bericht über seine Zeit im Sonderkommando.

## Original-Dokumente aus dem Sonderkommando
Fotografien und Texte, die während des Holocaust von Zeugen der NS-Verbrechen erstellt wurden, sind besonders wichtige Dokumente für die historische Aufarbeitung. Einem anderen Griechen, dem Offizier Alberto Errera, gelang es kurz vor seiner Flucht und Ermordung Fotografien zu fertigen. Von 1945 bis 1980 wurden insgesamt 19 Handschriften von Mitgliedern des Sonderkommandos gefunden, die in der Nähe der Krematoriumsruinen vergraben worden waren. Sie stammen von Załmen Gradowski, Leyb Langfus und Załmen Lewental (alle drei auf Jiddisch), Chaim Herman (auf Französisch) und Marcel Nadjari (auf Griechisch). Nur Nadjari überlebte den Holocaust.

### Nadjaris Zeitzeugen-Dokument
Am 24. Oktober 1980 entdeckte Lesław Dyrcz, ein Student der Forstlichen Berufsschule Brynek, nahe dem gesprengten Krematorium III von Auschwitz-Birkenau eine Thermosflasche, die etwa einen Fuß tief in den Boden vergraben war. Der Fund wurde dem Staatlichen Museum Auschwitz-Birkenau übergeben und wurde in der Folge wissenschaftlich erfasst, 2013 in russischer Sprache und 2017 erstmals vollständig in deutscher Sprache veröffentlicht.

## Zitat
Nadjari beantwortet in dem überlieferten Dokument eine später an alle Mitglieder des Sonderkommandos gestellte Frage:

„Wenn ihr lest, welche Arbeit ich hier verrichtet habe, werdet ihr sagen; wie konnte ich … oder irgendjemand anderes diese Arbeit machen und seine Glaubensgenossen verbrennen … viele Male habe ich daran gedacht, zusammen mit ihnen reinzugehen, um Schluss zu machen. Aber davon abgehalten hat mich immer die Rache; ich wollte und will leben, um den Tod von Papa und Mama zu rächen und den meiner geliebten kleinen Schwester Nelli.“

## Erinnerungen
- Marcel Natzari: χρονικό 1941–1945 [Chronik 1941–1945]. Einführung Fragiski Abatzopoulou. Bearbeitung Eleni Elegmitou. Thessaloniki : Stiftung Etz Achaim, 1991
- Marcel Nadjary: Manuskripte 1944–1947. Von Thessaloniki in das Sonderkommando von Auschwitz. Alexandria, Athen 2018 [Griechisch]. ISBN 978-960-221-768-9.

## Zum Testimonial
- Pavel Polian: Das Ungelesene lesen. Die Aufzeichnungen von Marcel Nadjari, Mitglied des jüdischen Sonderkommandos von Auschwitz-Birkenau, und ihre Erschließung, in: Vierteljahrshefte für Zeitgeschichte, 65 (2017), H. 4, S. 597–618, Bildmaterial zum Aufsatz bereitgestellt von Aleksandr Nikitjaev (Tula, Russland)
- Andreas Kilian: „Die Dramen, die meine Augen gesehen haben, sind unbeschreiblich“. Neuentzifferung des „Unbeschreiblichen“ – die Veröffentlichung von Marcel Nadjarys Brief und seine Bedeutung für die Auschwitz-Forschung. In: Mitteilungsblatt der Lagergemeinschaft Auschwitz, Freundeskreis der Auschwitzer, 37. Jg., H. 2 (2017), S. 26–29.
- Pavel Polian: Briefe aus der Hölle. Die Aufzeichnungen des jüdischen Sonderkommandos Auschwitz. Aus dem Russischen von Roman Richter, bearbeitet von Andreas Kilian, Darmstadt 2019. ISBN 978-3806239164.
- Nicholas Chare / Dominic Williams (Ed.): Testimonies of Resistance: Representations of the Auschwitz-Birkenau Sonderkommando. Berghahn Books, New York – Oxford 2019. ISBN 978-1789203417.

### Berichte über Polian/Nikitjaev
- Christopher Brennan: Long-buried letter recounts horror of Auschwitz prisoner forced to burn fellow Jews, in: Daily News (New York City), 11. Oktober 2017
- George Dvorsky: Restored Prisoner’s Letter Uncovers Horrific Details of Life at Auschwitz Death Camp, in: Gismondo, abgerufen am 16. Oktober 2017
- Brigit Katz: Reconstructed Auschwitz Letter Reveals Horrors Endured by Forced Laborer, in: Smithsonian, abgerufen am 16. Oktober 2017
- Klaus Wiegrefe: Ein halbes Okka Asche. In: Der Spiegel (Hamburg), 40 (2017), 30. September 2017, S. 51